# 汇贤大道站
汇贤大道站位于中华人民共和国江西省南昌市新建区经开大道与汇贤大道交叉口北侧，是南昌地铁1号线的地铁车站。

## 车站结构
汇贤大道站为高架三层岛式站台车站。车站北侧设有两条回库线连接昌北停车场。

### 楼层
| 3层 |                    | █ 1号线 往昌北机场（终点站） |  |  |
|     | 岛式站台，左侧开门 |                              |  |  |
|     |                    | █ 1号线 往麻丘（建业大道）   |  |  |
| 2层 | 站厅               | 自动售票机、客服中心、洗手间 |  |  |
| 1层 | 地面               | 出入口                       |  |  |

### 出入口
| 编号                   | 指示         | 图片 | 建议前往的目的地 |
| ---------------------- | ------------ | ---- | ---------------- |
| 出口 · 1L              | 经开大道东侧 |      | 汇贤大道         |
| 出口 · 2L · 升降机标志 | 经开大道西侧 |      |                  |
| 註： 設有              |              |      |                  |

## 历史
本站在二期规划调整公示时称作兴业大道站，环评及建设时称作黄墩站，正式站名则定为汇贤大道站。
2024年8月27日，主体钢结构主钢梁首件吊装完成。
2025年6月28日，车站随1号线北延线开通而启用。